# تپه جلیع
تپه جلیع مربوط به دوران‌های تاریخی پس از اسلام است و در شهرستان دهلران، بخش موسیان، روستای عین خوش واقع شده و این اثر در تاریخ ۱۲ شهریور ۱۳۸۰ با شمارهٔ ثبت ۳۸۱۹ به‌عنوان یکی از آثار ملی ایران به ثبت رسیده است.